# Festiwal Muzyki i Sztuki Krajów Bałtyckich „Probaltica”
Festiwal Muzyki i Sztuki Krajów Bałtyckich „Probaltica” – festiwal organizowany od 1994 roku w Toruniu, powołany z inicjatyw Henryka Gizy, dyrektora Zespołu Kameralnego Multicamerata. Podczas festiwalu prezentowany jest dorobek kulturalny państw położonych nad Morzem Bałtyckim. Organizatorami festiwalu są Fundacja Europejskiej Akademii Sztuki i Zespół Kameralny Multicamerata.
Idea Festiwalu narodziła się w momencie odradzania się krajów bałtyckich. Jego celem jest popularyzacja kultury krajów leżących nad Bałtykiem, oraz tworzenie idei współpracy kulturalnej między nimi. Nurtem wiodącym jest muzyka oraz sztuki plastyczne. Do 2000 roku festiwal odbywał się w Toruniu, Gdańsku, Grudziądzu i Warszawie.
Podczas festiwalu przyznawane są nagrody Flisaki dla osób wyróżniających się wybitnymi osiągnięciami na polu muzyki i sztuki. W 1998 roku statuetkę Złotego Flisaka przyznano Krzysztofowi Pendereckiemu.